# Seilles
Seilles is een plaats in de Belgische provincie Namen en een deelgemeente van de stad Andenne. Voor de fusie van 1977 was Seilles een autonome gemeente in de provincie Luik. Seilles ligt aan de linkeroever van de Maas. In het oosten ligt het gehucht Reppe.

## Demografische ontwikkeling
- Bronnen:NIS, Opm:1831 tot en met 1970=volkstellingen, 1976= inwoneraantal op 31 december

## Politiek
Seilles had een eigen gemeentebestuur en burgemeester tot de gemeentelijke fusie van 1977. De laatste burgemeester was Claude Eerdekens, die na de fusie in Andenne burgemeester werd.

## Bezienswaardigheden
- Sint-Stevenskerk (Église Saint-Étienne), romaanse kerk, waarvan delen uit de 11e eeuw zijn; in het interieur oude frescos
- Hoeve van Atrive: grote beschermde hoeve uit de 16e eeuw
- Sint-Maartenskerkje, romaanse kapel uit de 11e eeuw in Reppe
- Kasteel van Seilles, groot vierkant kasteel in lokale natuursteen, omgeven door een park; oorspronkelijk middeleeuws, in de 19e eeuw in neogotische stijl herbouwd
- Natuurreservaat van Sclayn, 50 hectare groot natuurreservaat met voornamelijk droge graslanden met verspreide boomgroepen en bijzondere zinkflora en orchideeën
- Station Château-de-Seilles

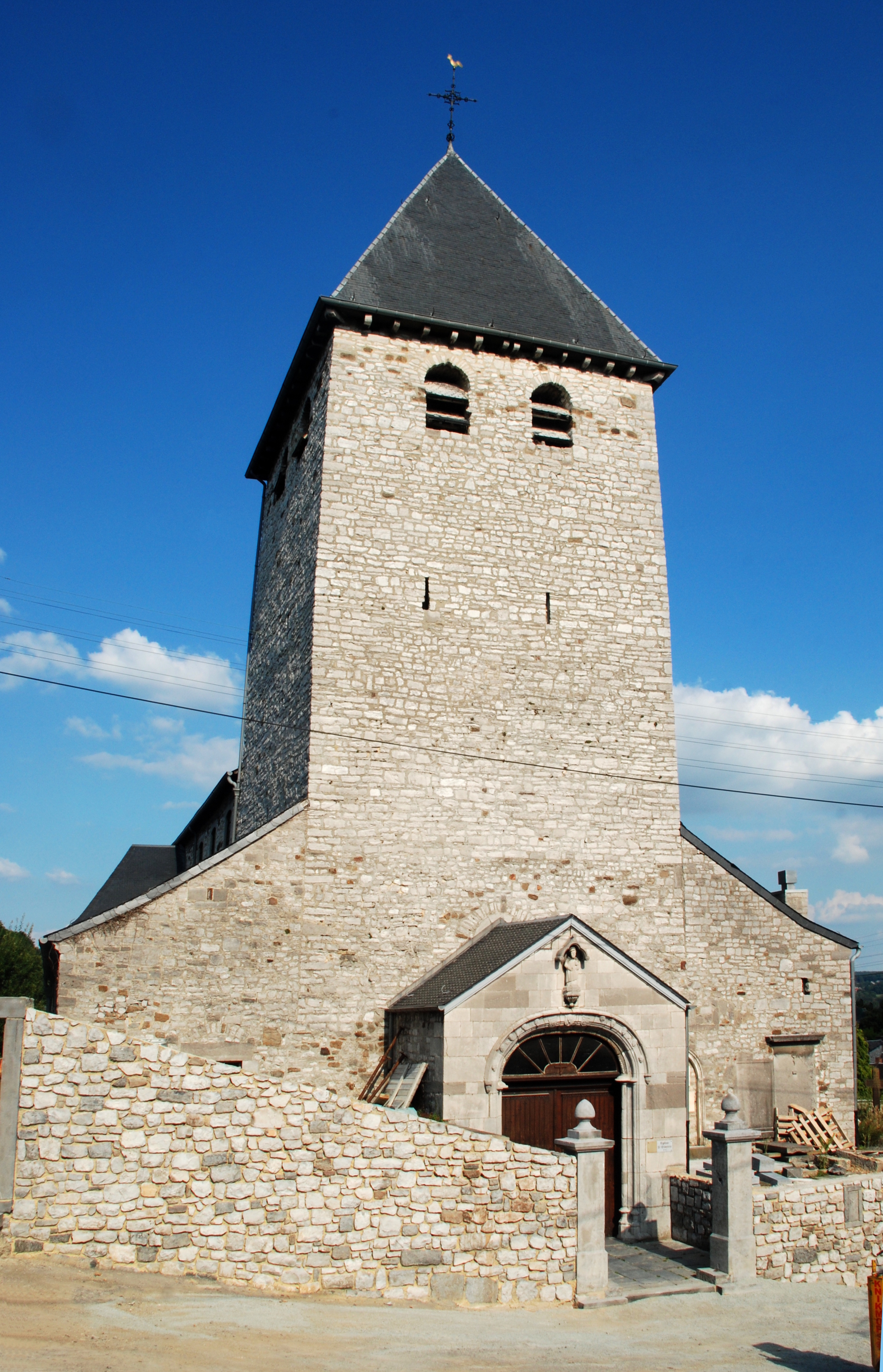
Saint-Étienne kerk
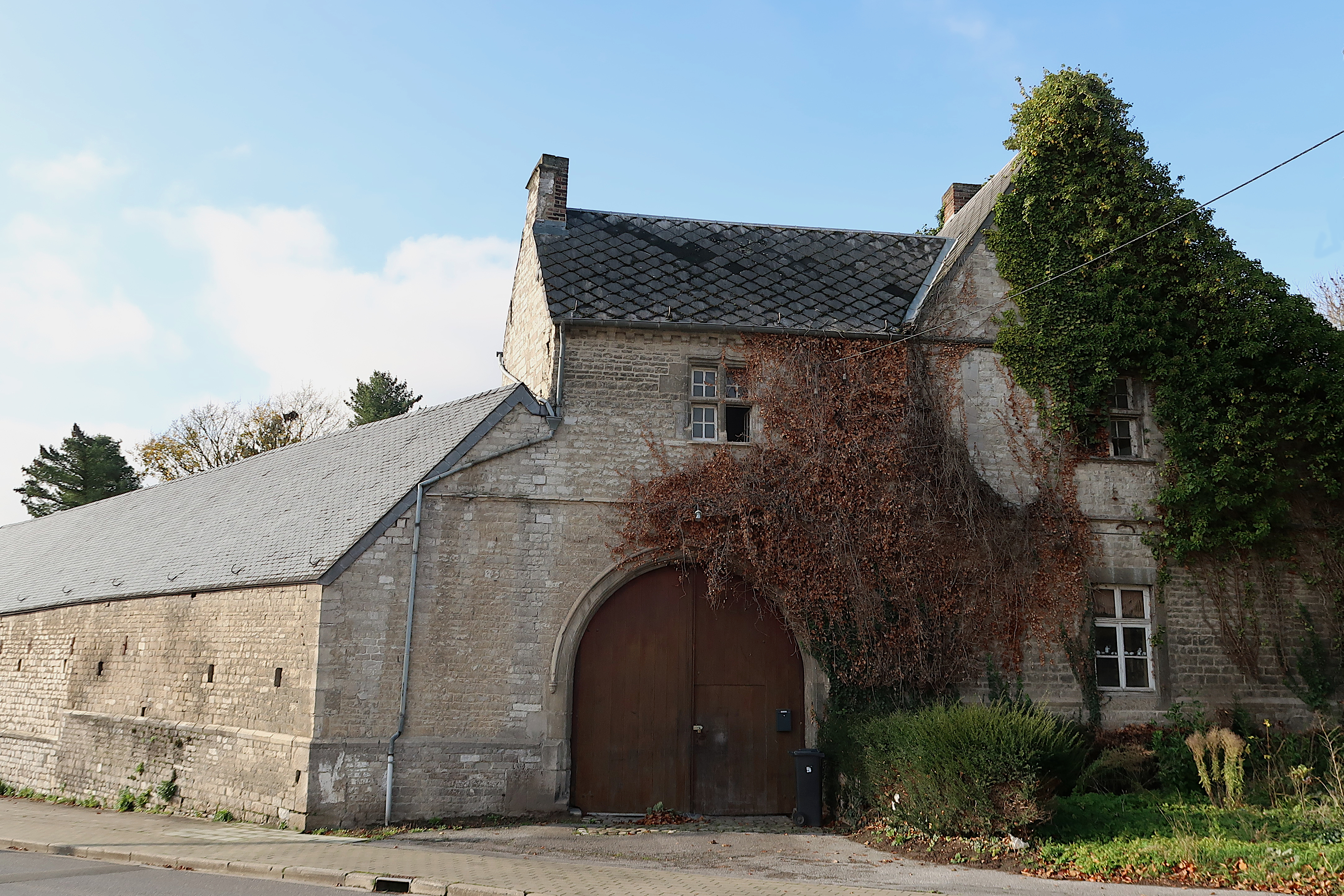
Hoeve van Atrive
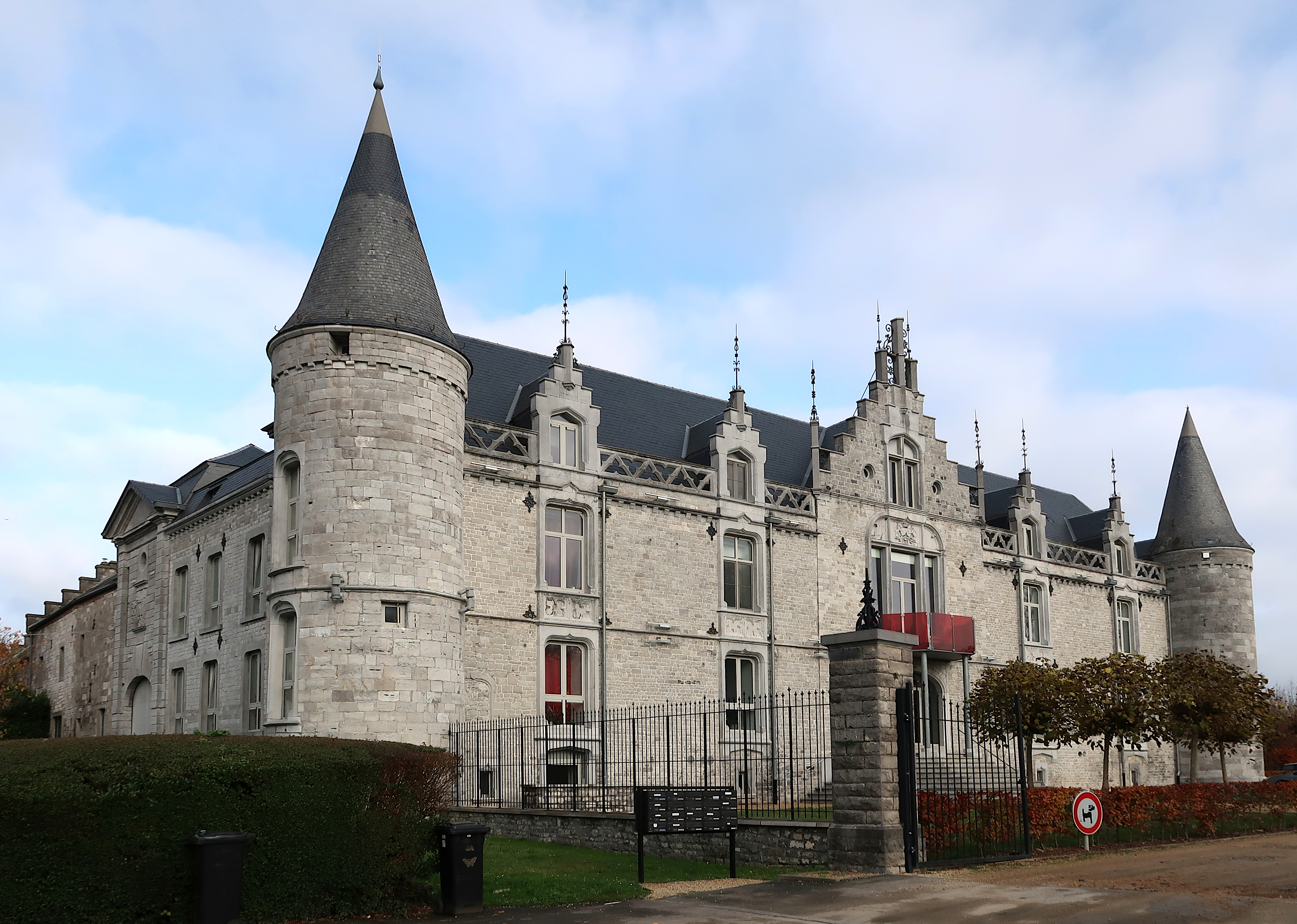
Kasteel van Seilles
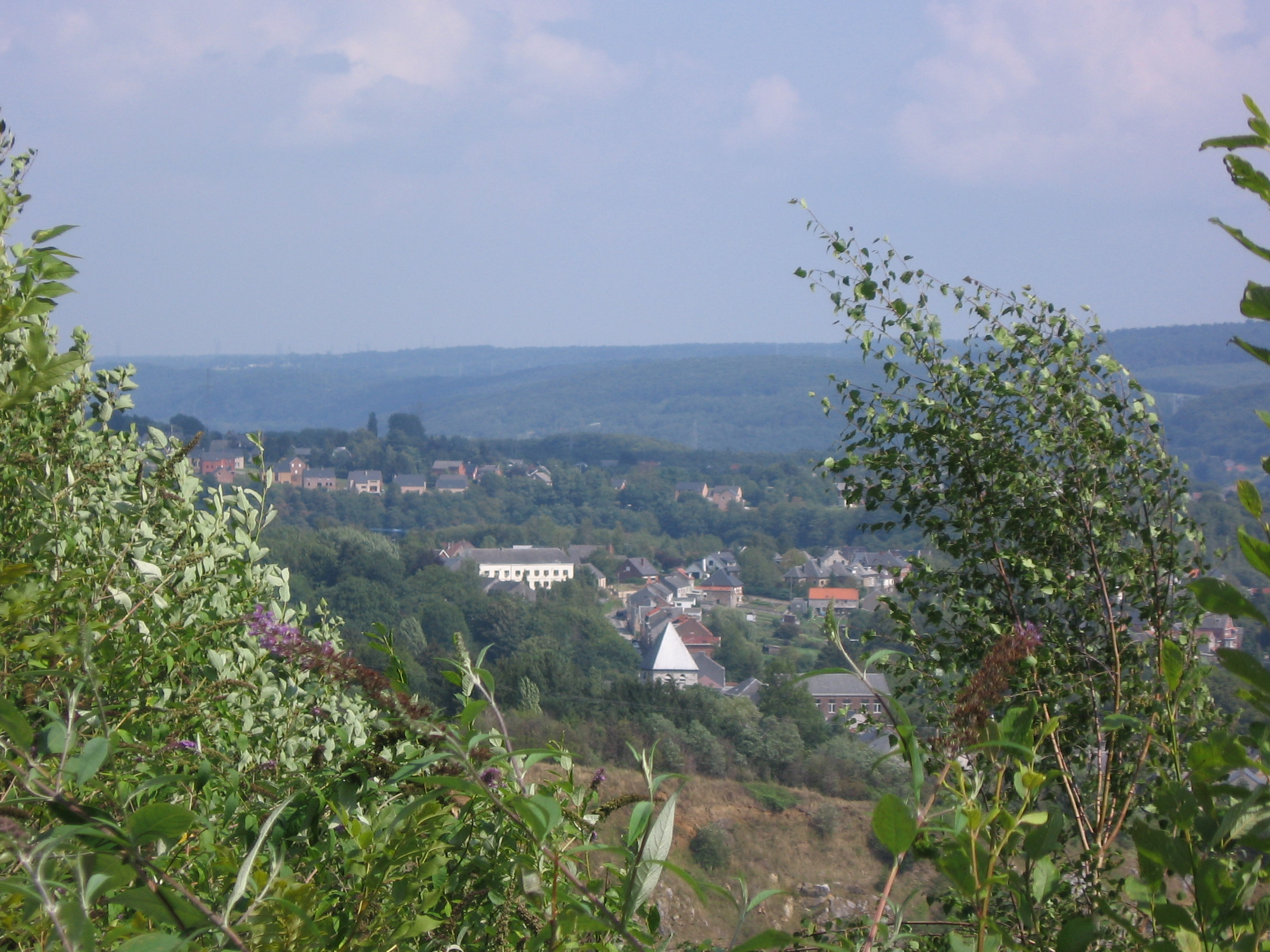
Zicht op Seilles vanaf het natuurreservaat van Sclayn
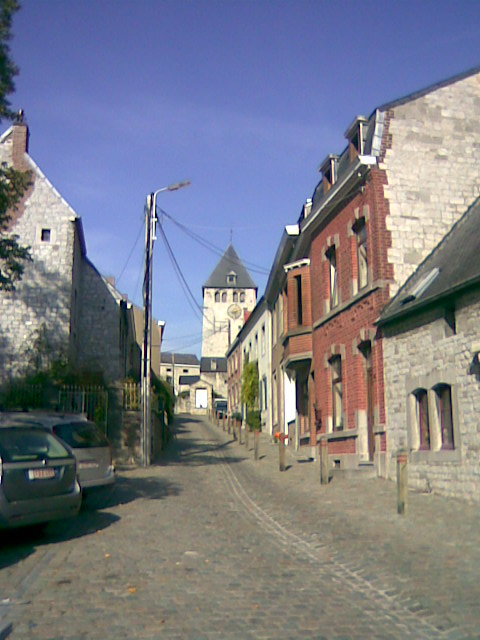
Place du Boltry met Sint-Stevenskerk

## Bekende inwoners

### Geboren in Seilles
- André Wilmet, (4 september 1891) componist en militaire kapelmeester

### Woonachtig of overleden in Seilles
- Jean Tousseul, pseudoniem van Olivier Degée (1890-1944), schrijver
- Claude Eerdekens (1948), laatste burgemeester van Seilles (1972-76), en voormalig minister van de Franse Gemeenschap